# سنجاق‌تپه (بایبورد)
سنجاق‌تپه (به ترکی استانبولی: Sancaktepe) (به کردی: Keleverek) یک منطقهٔ مسکونی در ترکیه است که در بایبورد واقع شده‌است. سنجاق‌تپه ۲۷۹ نفر جمعیت دارد.